# Munir
Munir (auch Mounir, arabisch منير, DMG Munīr) ist ein männlicher Vorname aus dem arabischen Sprachraum und bedeutet etwa „der Leuchtende“. Die weibliche Form ist Munira. Eine türkische Form des Namens ist Münir, dessen weibliche Form Münire.

## Namensträger

### Vorname

#### Form Munir / Mounir
- Munir Baschir (1930–1997), irakischer Musiker
- Mounir Bouziane (* 1991), französischer Fußballspieler
- Mounir Chaftar (* 1986), deutscher Fußballspieler
- Mounir Chouiar (* 1999), französischer Fußballspieler
- Munir El Haddadi (* 1995), spanisch-marokkanischer Fußballspieler
- Munir El Jundi († 2020), syrischer Ingenieur und Architekt
- Mounir al-Motassadeq (* 1974), marokkanischer Helfer bei den Terroranschlägen am 11. September 2001
- Mounir Sabet (1936–2024), ägyptischer General und Sportfunktionär
- Munir Said Thalib (1965–2004), indonesischer Menschenrechts- und Anti-Korruptions-Aktivist

#### Form Münir / Münire
- Münir Akça (1951–2016), türkischer Schauspieler
- Münir Ertegün (1883–1944), türkischer Diplomat
- Münire Inam (* 1983), türkisch-österreichische Fernsehmoderatorin und Journalistin
- Münir Levent Mercan (* 2000), deutscher Fußballspieler, siehe Levent Mercan
- Münir Özkul (1925–2018), türkischer Schauspieler

### Familienname
- Badar Munir (~1940–2008), pakistanischer Schauspieler
- Mohamed Mounir (* 1954), ägyptischer Musiker
- Nemiah Munir (* 2002), britische Stabhochspringerin
- Qusai Munir (* 1981), irakischer Fußballspieler
- Sonja Mounir (* 1978), Schweizer Tech-House-DJ und Musikproduzentin, siehe Sonja Moonear
- Thoriq Munir Alkatiri (* 1988), indonesischer Fußballschiedsrichter